# Gyrwas
Gyrwas var en stamme i angelsaksisk England, der holdt til i the Fens, som var opdelt i en sydlig og en nordlig gruppe ifølge Tribal Hidage. Stammen har relation til byen Jarrow, der i året 750 blev omtalt som Gyruum.
Hugh Candidus, en krønikør fra 1100-tallet i Peterborough Abbey, beskriver grundlæggelsen af Gyrwas territorium, under navnet Medeshamstede. Medeshamstede var tydeligt i Nordgyrwas-territorium. Hugh Candidus forklarer at Gyrwas, som han bruger i præsens, betyder folket "der bor i the Fen, eller tæt ved the Fen, da en dyb mose hedder gyr på saksisk". Sydgyrwas' område inkluderede Ely. 
Æthelthryth grundlagde Ely kloster efter hendes mands død; Tondberht beskrives i Bedas Ecclesiastical History of the English People som en "prins over Sydgyrwas". Beda beskriver også Thomas, biskop af Dunwich, i East Anglia, var "fra provinsen Gyrwas", og diakon til hans forgænger, Felix af Burgund.